# Mussaenda chippii
Mussaenda chippii är en måreväxtart som beskrevs av Herbert Fuller Wernham. Mussaenda chippii ingår i släktet Mussaenda och familjen måreväxter. Inga underarter finns listade i Catalogue of Life.